# TSUCHIYA
TSUCHIYA株式会社（つちや、TSUCHIYA CORPORATION ）は、岐阜県大垣市に本社を置く建設会社である。

## 社是
我々は、新しい技術を地球的視野に立って開発・創造し、
お客様と我が社の永遠の繁栄を図り、
豊かで環境に優しい社会を築くことに全力を尽くす。

## 沿革
- 1933年8月1日 - 創業。
- 1954年3月21日 - 株式会社土屋組に組織変更。
- 2010年12月1日 - TSUCHIYA株式会社に社名変更。

## 許認可
- 建設業許可:大臣(特-23)000002号
- 宅地建物取引業:岐阜県知事(13)第681

## 事業所
- 本社所在地：岐阜県大垣市神田町二丁目55番地
- 東京本社所在地：東京都江東区東陽二丁目2番地4号マニュライフプレイス東陽町
- 支社：東京・名古屋・関西
- 支店：北海道・東北・横浜・三重・北陸・神戸・中国・九州
- 営業所：西東京・埼玉・千葉・岐阜・静岡・春日井・滋賀・沖縄
- 海外支店：シンガポール支店・香港支店・韓国支店
- 海外現地法人：アメリカ・ドイツ・ハンガリー・香港・シンガポール・マレーシア・ベトナム

## グループ会社
- 株式会社 土屋産業
- 株式会社 土屋R&C（旧：マルイ建設工業株式会社）
- JAPAN AVIATION SERVICE 株式会社